# Психосоматические заболевания
Психосомати́ческие заболева́ния, или психосомати́ческие расстро́йства (от др.-греч. ψυχή — «дух», «душа», «сознание» и σῶμα — тело) — группа болезненных состояний, появляющихся в результате взаимодействия психических и физиологических факторов. Представляют собой психические расстройства, проявляющиеся на физиологическом уровне, физиологические расстройства, проявляющиеся на психическом уровне, или физиологические патологии, развивающиеся под влиянием психогенных факторов. Иногда употребляются такие синонимы данных состояний, как «патология психостаза» и «психофизиологическое расстройство».
Специалисты доказательной медицины под психосоматическими расстройствами подразумевают только заболевания, возникшие или обострившиеся на фоне стресса.
Термин «психосоматические» не используется в Международной классификации болезней десятого пересмотра (МКБ-10) ввиду различий в его значении на разных языках и при разных психиатрических традициях, а также для того, чтобы не подразумевалось отсутствие значимости психических факторов при возникновении, течении и исходе других заболеваний.
Психосоматические заболевания и соматоформные расстройства имеют сходные симптомы. Определение соматоформных расстройств (F45 в МКБ-10) гласит, что они проявляются в виде напоминающих соматическое заболевание симптомов, но отличаются от психосоматических заболеваний обязательным присутствием чрезмерной тревоги за своё физическое здоровье. Соматоформные расстройства отличаются от психосоматических тем, что не подтверждаются результатами диагностики и обследований инструментальными методами, тогда как психосоматические расстройства вызывают измеримые симптомы.

## История
Проблема психосоматических соотношений — одна из наиболее сложных проблем современной медицины, несмотря на то, что тесная взаимосвязь психического и соматического замечена и изучается на протяжении многих веков, со времен Гиппократа и Аристотеля. Однако сам термин «психосоматика» был введен И. Хайнротом лишь в 1818 году, а вошел в употребление примерно с 1934—1936 гг. после работ Дэнбар, Джелиффа, Александер, Вольфа и др. М. М. Кабанов подчёркивает необходимость преодоления искусственного противопоставления биологического и психосоциального и определяет психосоматические заболевания как «чисто человеческие» (1990).
В первое время в психосоматической медицине преобладали психоаналитические концепции, согласно которым соматическое здоровье обусловлено состоянием психики (депрессивный аффект может способствовать телесному заболеванию у предрасположенной к этому личности, а чувство удовольствия — оказывать омолаживающее действие на тело). Существует большое количество теорий, описывающих причины и механизмы возникновения и развития психосоматических заболеваний с позиций различных научных школ.

## Классификация
Психосоматические расстройства можно разделить на несколько больших групп. Симптомы различают по патогенезу, смыслу симптома и по функциональной структуре психосоматической связи, находящей отражение в психосоматическом расстройстве.

### Конверсионные симптомы
Человек бессознательно начинает демонстрировать болезненные симптомы, которых объективно нет. Это часто наблюдается тогда, когда невротический конфликт получает вторичный соматический ответ в виде демонстрации симптомов как попытки решения социального конфликта. Конверсионные проявления затрагивают произвольную моторику и органы чувств (например, истерический паралич, парестезии («ползание мурашек»), психогенная слепота и глухота, психогенная рвота, болевые феномены).

### Функциональные синдромы
Речь идёт о функциональном нарушении отдельных органов или систем. Какие-либо патофизиологические изменения в органах не обнаруживаются. У больного наблюдается пёстрая картина неопределённых жалоб, которые могут затрагивать сердечно-сосудистую систему, желудочно-кишечный тракт, двигательный аппарат, органы дыхания и мочеполовую систему (например, парестезии, ком в горле, неприятные ощущения в области сердца, нейроциркуляторную дистонию, функциональные расстройства желудка, пароксизмальные нарушения сердечного ритма различного генеза и т. д.). Всё это сопровождается внутренним беспокойством, депрессивными проявлениями, симптомами страха, нарушением сна, снижением сосредоточенности и психическим утомлением.

### Психосоматозы
Психосоматические болезни в более узком смысле.
В основе их лежит первично телесная реакция на конфликтное переживание, сопровождающаяся изменениями и патологическими нарушениями в органах.
Соответствующая предрасположенность может влиять на выбор поражаемого органа или системы. Исторически к этой группе относят классические психосоматические заболевания «святая семёрка» (англ. holy seven):
1. бронхиальная астма;
2. язвенный колит;
3. эссенциальная гипертензия;
4. нейродермит;
5. ревматоидный артрит;
6. язвенная болезнь желудка;
7. язва двенадцатиперстной кишки.

В настоящее время к этим заболеваниям ещё относят ишемическую болезнь сердца, психосоматический тиреотоксикоз, сахарный диабет 2 типа, ожирение и соматоформные расстройства поведения. Однако, исходя из концепции изменения функциональной асимметрии мозга, сопровождающейся нарушением функций физиологических систем, имеющих временнỳю функциональную асимметрию, как причины психосоматозов, предлагается добавить к психосоматическим заболеваниям также радикулиты, мигрень, кишечные колики, синдром раздражённого кишечника, дискинезию жёлчного пузыря, хронический панкреатит, витилиго, псориаз и бесплодие при исключённой патологии репродуктивной системы.

## Основные концепции психосоматической медицины
В этом разделе перечисляются теории возникновения и развития психосоматических заболеваний

### Клинико-эмпирический подход
Клинико-эмпирический подход, разработанный У. Ослером, Р. Конечным, М. Боухалом, рассматривает психосоматические отношения как со стороны психосоматического процесса, определённого психического состояния или смены состояний, которые вызывают регистрируемую физиологическую реакцию организма, так и со стороны соматопсихического процесса — определённого состояния организма, вызывающего психическую реакцию.

### Классический психоанализ
Классический психоанализ как теоретическая база психосоматических представлений (З. Фрейд, К. Юнг, А. Адлер). Эта концепция открыла для клиницистов защитные механизмы личности, методический доступ к бессознательному через сновидения, свободные ассоциации, описки и оговорки, а также теорию коллективного бессознательного, из которого вышла «теория символического языка органов» (S. Ferenczi).

### Теория специфического психодинамического конфликта
Теория специфического психодинамического конфликта, основателем которой был Ф. Александер, показавший решающее значение эмоциональных состояний напряжения (эмоциональных конфликтных ситуаций и их физиологических коррелятов) на функцию органов.

### Концепция личностных профилей
Концепция специфических личностных «профилей», радикалов, стереотипов поведения (F. Dunbar), пытавшаяся установить корреляцию между соматическими типами реакций и постоянными личностными параметрами в виде определённых личностных радикалов, паттернов и стереотипов поведения, что нашло своё наибольшее выражение в популярной концепции поведенческого типа «А» (D. Friedman).

### Неспособность к эмоциональному резонансу
Теории «алекситимии» (неспособности к эмоциональному резонансу) и «оперативного мышления» (конкретного мышления, свободы от сновидений), в соответствии с которыми психосоматические больные имеют особый патогномонизм интрапсихической переработки внутриличностных конфликтов и специфику вербального поведения (I. Ruzov).

### Последствия стресса
Экспериментально-психологические, клинико-физиологические, биохимические и цитологические исследования последствий эмоционального стресса (Г. Селье, Ф. З. Меерсон и др.), устанавливающие влияние экстремальных стрессовых ситуаций на восприимчивость и особенности патогенеза, течения и терапии психосоматических заболеваний. Причём, в данном направлении отмечается весьма большое число отдельных направлений изучения психосоматической патологии (стресс и адаптационные реакции, стресс и стрессорные повреждения, стресс-факторы и картина их субъективного переживания и т. д.).

### Психофизиологическое направление
Психофизиологическое направление (A.S.Gevins, R.Jonson, Ф. Б. Березин, Ю. М. Губачёв, П. К. Анохин, К. В. Судаков и др.), в основе которого лежит стремление установить взаимосвязи между отдельными психофизиологическими характеристиками (например, некоторые неокортикально-лимбические характеристики или симпатико-парасимпатикотрофные проявления) и динамикой висцеральных проявлений (активацией органных функций). Принципиальной основой концепции является положение о функциональных системах.

### Психоэндокринное и психоиммунное направление
Психоэндокринное и психоиммунное направление исследований (В. М. Успенский, Я. С. Циммерман, В. А. Виноградов, И. П. Мягкая), изучающее широкий спектр нейроэндокринных и нейрогуморальных феноменов у больных психосоматическими заболеваниями (психоэндокринное тестирование особенностей и уровня синтеза катехоламинов, гипофизарных и тиреоидных гормонов, специфика иммунограмм). Поиск «специфического нейрогормонального обеспечения» эмоционального реагирования, показал, что высокий уровень личностной и ситуативной тревожности связан с разнонаправленными нейрогормональными сдвигами.

### Нейрофизиологическое направление
Нейрофизиологическое направление (И. Т. Курцин, П. К. Анохин, Н. П. Бехтерева, В. Д. Тополянский), изучающее нейрофизиологическое обеспечение стойких патологических состояний и объясняющее возникновение психосоматических расстройств нарушенными кортиковисцеральными взаимоотношениями. Суть этой теории заключается в том, что нарушения кортикальных функций рассматриваются как причина развития висцеральной патологии. При этом учитывается, что все внутренние органы имеют своё представительство в коре головного мозга. Влияние коры больших полушарий на внутренние органы осуществляется лимбико-ретикулярной, вегетативной и эндокринной системами.

### Поведенческая медицина
В рамках «поведенческой медицины» предлагается модель патогенеза, основанная на «висцеральном обучении», а также поведенческом обучении. Данная модель патогенеза психосоматических расстройств объясняется прежде всего образом жизни человека и особенностями его личности (Б. Д. Карвасарский; Ю. М. Губачев).

### Функциональная асимметрия мозга
Теория нарушения «функциональной асимметрии мозга» как причина психосоматической патологии (Н. И. Косенков). По мере социальной адаптации происходит увеличение функциональной асимметрии мозга, которая не переходит определённой границы — «критической зоны».
В случае социальной дезадаптации функциональная асимметрия мозга достигает «критической зоны» и это приводит к возникновению психосоматической патологии. Изменяется работа функционально асимметричных (имеющих временную асимметрию в секреторной и двигательной деятельности) физиологических систем организма, что способствует выходу функциональной асимметрии мозга из «критической зоны». Это приводит к возникновению фазы ремиссии психосоматической патологии, которая может иметь различную длительность течения. Возникает порочный круг психосоматической болезни, запустить который могут как изменения в центральной нервной системе, так и патологические нарушения в периферических органах и системах, вовлечённых в болезненный процесс.